# 布萊斯·狄亞尼
布萊斯·狄亞尼（法語：Blaise Diagne，1872年10月13日—1934年5月11日）是一名法国政治人物，出生于法国殖民地塞内加尔，1914年当选为法国众议院议员，成为首位当选此职务的非洲裔法國人。

## 生平
布萊斯·狄亞尼于1872年出生在法属塞内加尔的戈雷岛，本名加拉耶·姆巴耶·狄亞尼（Galaye M'Baye），其生父是世居佛得角半岛的莱布人后裔。狄亞尼早年被克雷斯潘家族（Crespin）收养，克雷斯潘还将他的教育委托给普洛埃梅勒兄弟會，在此期间，兄弟會为他施洗并将他重新命名为布莱斯，他天资聪颖，并曾在普罗旺斯地区艾克斯就读中学，后来辍学回到法属塞内加尔并加入海关，此后殖民政府曾将他派往达荷美、法属刚果、留尼汪、马达加斯加及法属圭亚那任职。在留尼汪期间，他加入了法兰西大东方社，并成为一名共济会员。
因较早接受法国殖民统治，资产阶级民族主义思想已经于20世纪初在塞内加尔的黑人知识分子间传播，其中沃洛夫贵族加朗杜·迪乌夫领导的知识分子更于1912年创立了“青年塞内加尔”（Jeunes Sénégalais），主张塞内加尔人应该与法国本土的公民享有平等的待遇，并支持黑人职工提高工资:171-172。与此同时，穆斯林教士阿赫马杜·邦巴也在塞内加尔创立了反对法国殖民者的穆里底教团:172，但事实上也是法国在塞内加尔殖民统治的工具，在1914年大选中，青年塞内加尔与穆里底教团皆支持布萊斯·狄亞尼，最终令他在当年4月16日以1910票当选为众议院议员，狄亞尼也由此成为第一位进入法国众议院的非洲裔:172。而他的当选，也在当时成为法国对非同化政策的佳话。
在当选后，迪亚涅向选民承诺会维护塞内加尔人的公民权，当时，宗主国法国正参加第一次世界大战并面向非洲殖民地征兵，迪亚涅便在塞内加尔领导了征兵运动，受其鼓舞，西非共有18.1万人参军入伍，而作为交换条件，法国政府于1916年宣布塞内加尔达喀尔、戈雷岛、圣路易、呂菲斯克实行法国市政法律，而户籍地在当地的居民皆为法国公民:165:72-73。此后，迪亚涅还曾担任达喀尔市长，也担任法国波尔多贸易公司在塞内加尔的发言人，在此期间，他主张在塞内加尔的城市发展殖民经济、并支持非洲人与殖民政府合作，又为法国在非洲的强迫劳动辩护，立场趋于保守，1934年，迪亚涅在议员任上逝世，他的支持者加朗杜·迪乌夫随即继承了他的法国议会中的代表席位:73。而他的儿子拉乌尔·迪亚涅后来成为了法国第一位黑人职业足球运动员。
迪亚涅在其家乡塞内加尔受到纪念，该国有以他命名的道路，塞内加尔政府还将首都达喀尔的国际机场命名为布萊斯·狄亞尼國際機場，以向他致敬。但迪亚涅脱离非洲现实、倾向欧式生活的观念也受到了部分学者批评。